# Basilique Santa Maria della Salute de Venise
La basilique Santa Maria della Salute (Sainte-Marie-du-Salut) est une église de Venise située à l'extrémité sud du Grand Canal.
La sacristie renferme de nombreux tableaux, dont les célèbres Noces de Cana du Tintoret.

## Histoire
Sa construction fut décidée par le Sénat de Venise en 1630, alors qu'une épidémie de peste commencée dans l'été 1630 décimait près d'un tiers de la population en deux ans. La construction commença en 1631 et le monument fut inauguré en 1681. Cependant, la construction ne s'acheva qu'en 1687, 5 ans après la mort de l'architecte, Baldassare Longhena. Il y aura consacré 50 années de sa vie. Il s'agit en effet de la construction de Venise reposant sur le plus grand nombre de pilotis : 1 156 672. Sa construction aura coûté quatre cent mille ducats or. Elle fut consacrée le 9 novembre 1687 par le patriarche Alvise Sagredo. La gestion de l'église fut accordée par décret du Sénat du 29 décembre 1656 aux pères somasques, tenant collège à la Trinità. En 1670, ils obtinrent l'autorisation du Sénat pour construire un nouveau Collège à côté de la Salute. La construction, confiée à Baldassare Longhena se termina en 1692. Elle fut en grande partie l'œuvre de Gian Girolamo Zanchi, supérieur provincial et général de l'Ordre.
La communauté a échappé à la première suppression napoléonienne, mais fut ensuite supprimée à la suite du décret Royal du 25 avril 1810. En 1817, l'ancien Collège a été utilisé comme séminaire patriarcal, sis auparavant à Saint-Cyprien de Murano.
Bien que cette basilique n'ait pas d'importance culturelle particulière, elle est célèbre, et souvent représentée sur les peintures et photographies de Venise en raison de son emplacement et de son apparence distinctive.

## Architecture

### Extérieur
L'architecte Longhena a conçu la basilique de forme octogonale pour évoquer une couronne dédiée à la Vierge. L'originalité de son architecture, réside dans les orecchioni (surnommées les « grandes oreilles » par les Vénitiens), des volutes en spirale coiffées de statues qui assurent la transition entre le dôme et les façades.

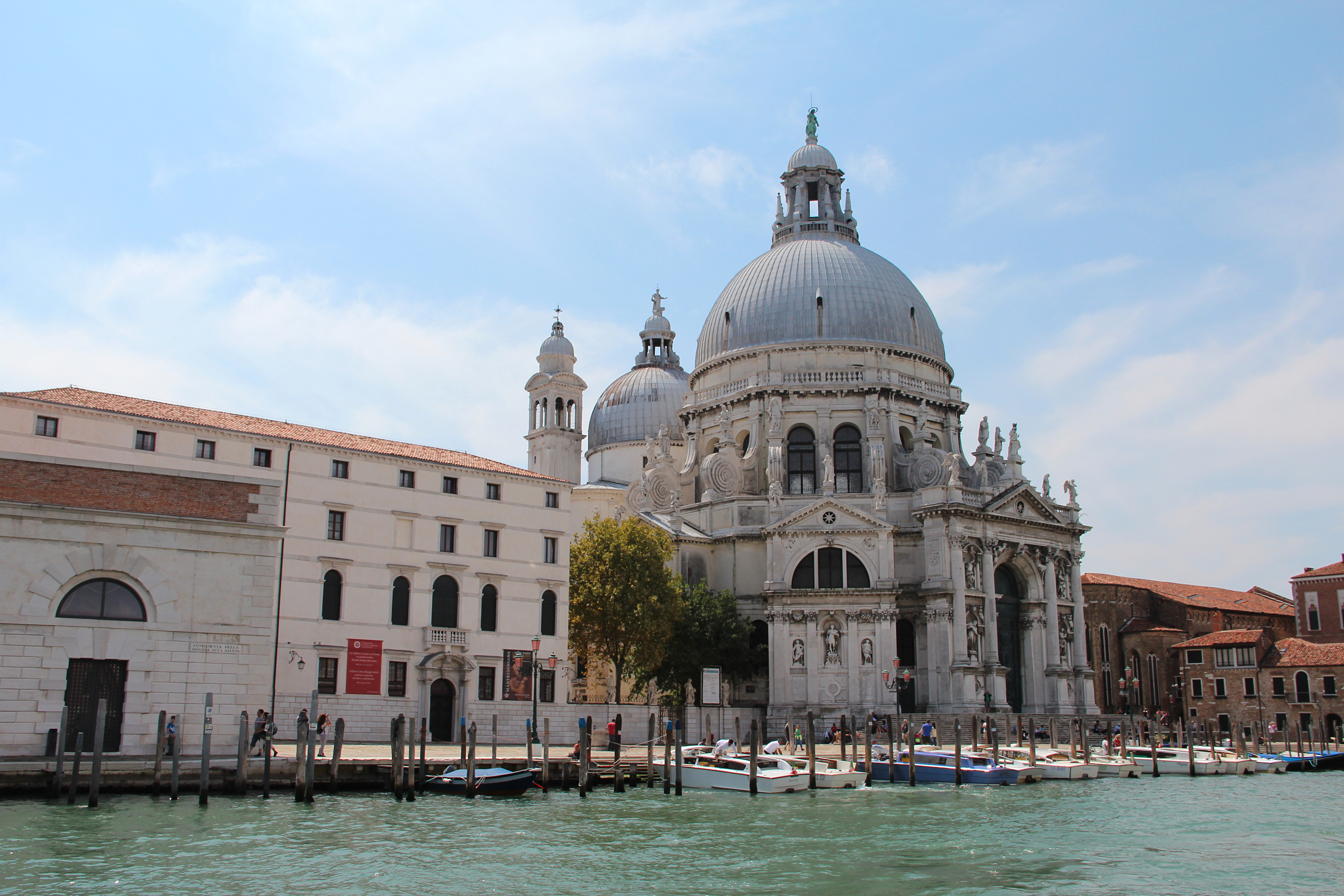
La basilique vue du Grand Canal.
Les deux dômes et les deux campaniles

### Intérieur
L'intérieur est organisé en rotonde,il est largement éclairé par des fenêtres thermales. De part et d'autre du chœurs deux séries de trois chapelles latérales.

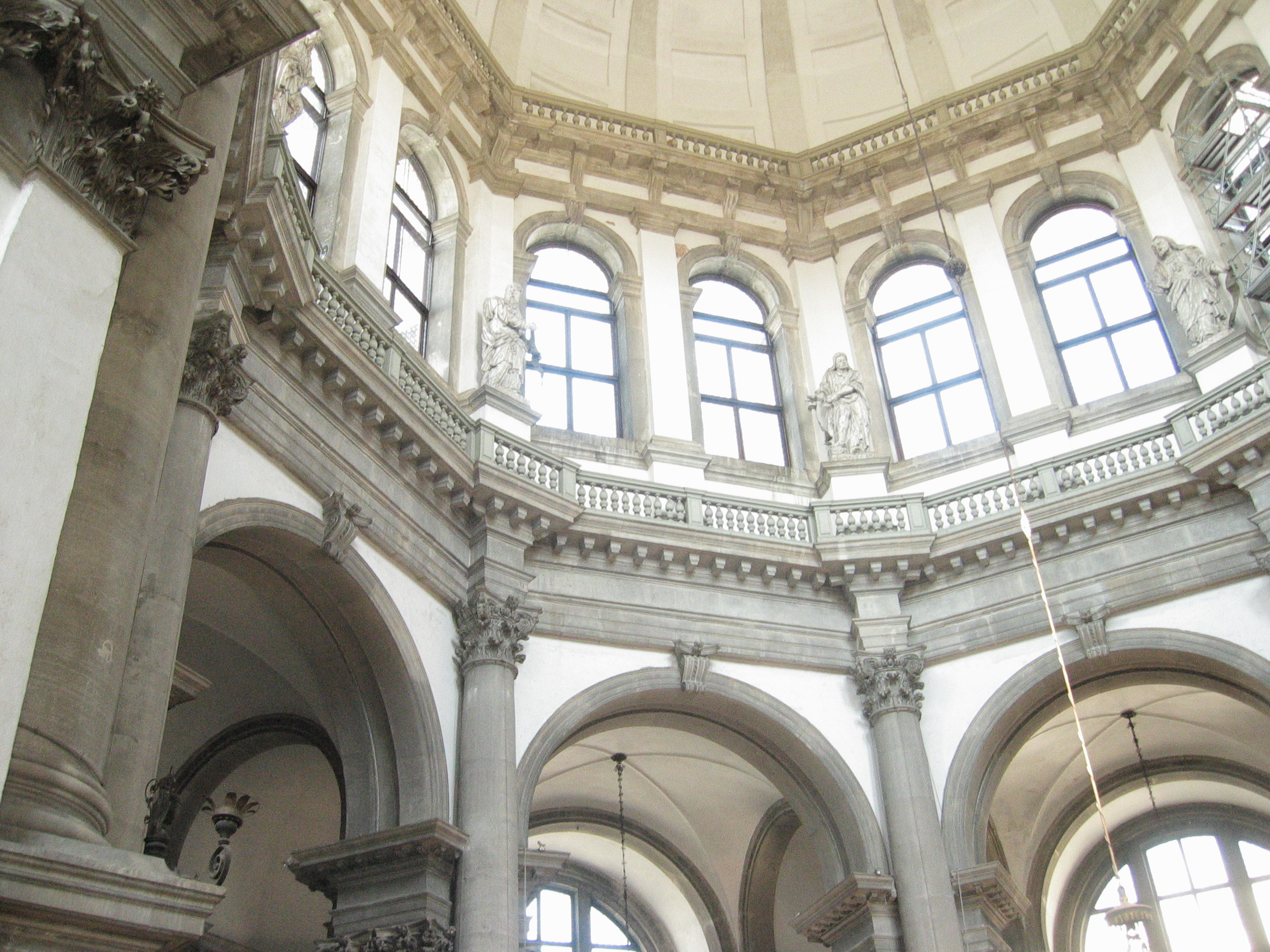
Le dôme vu de l'intérieur.
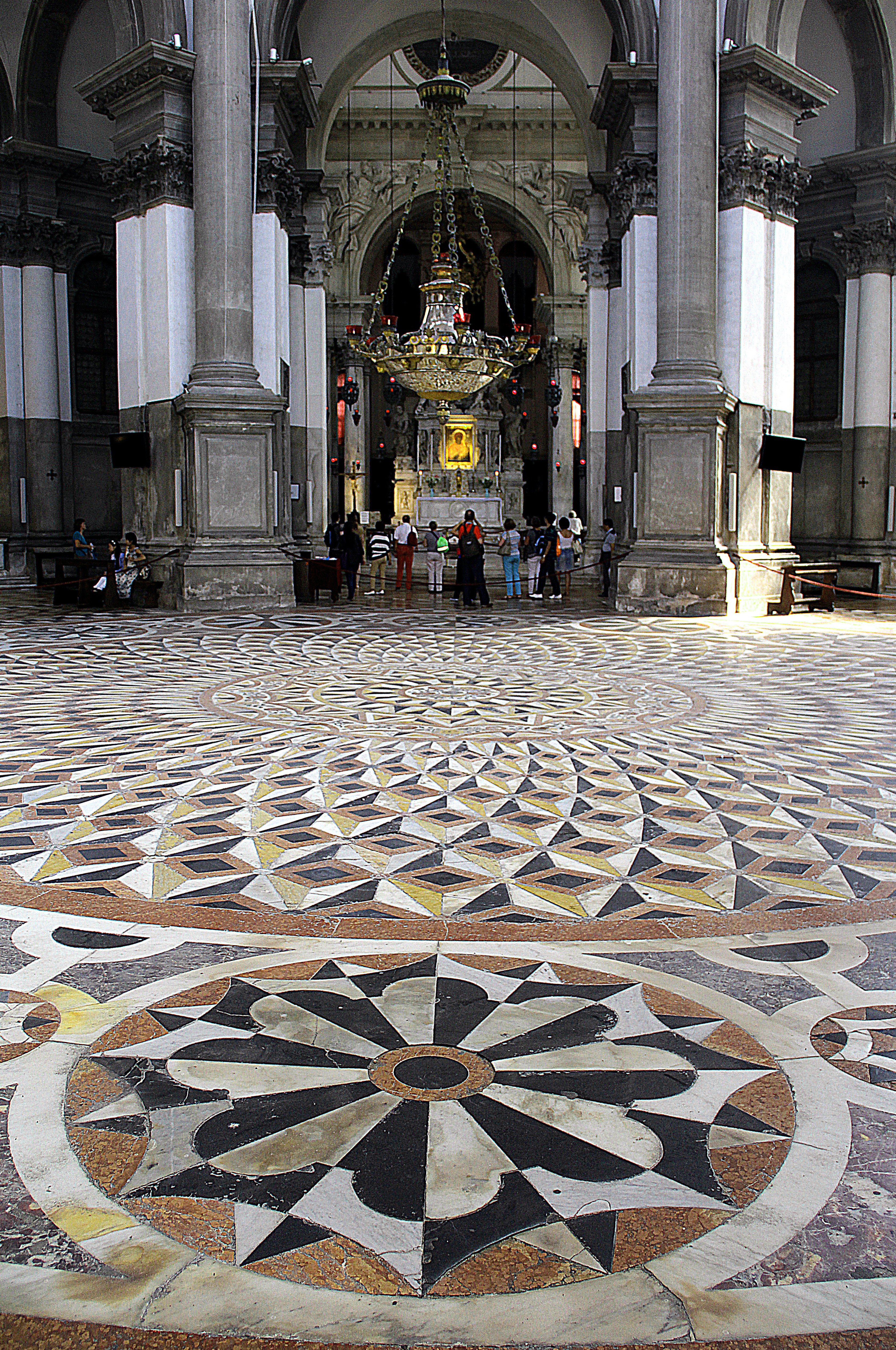
Les pavements.
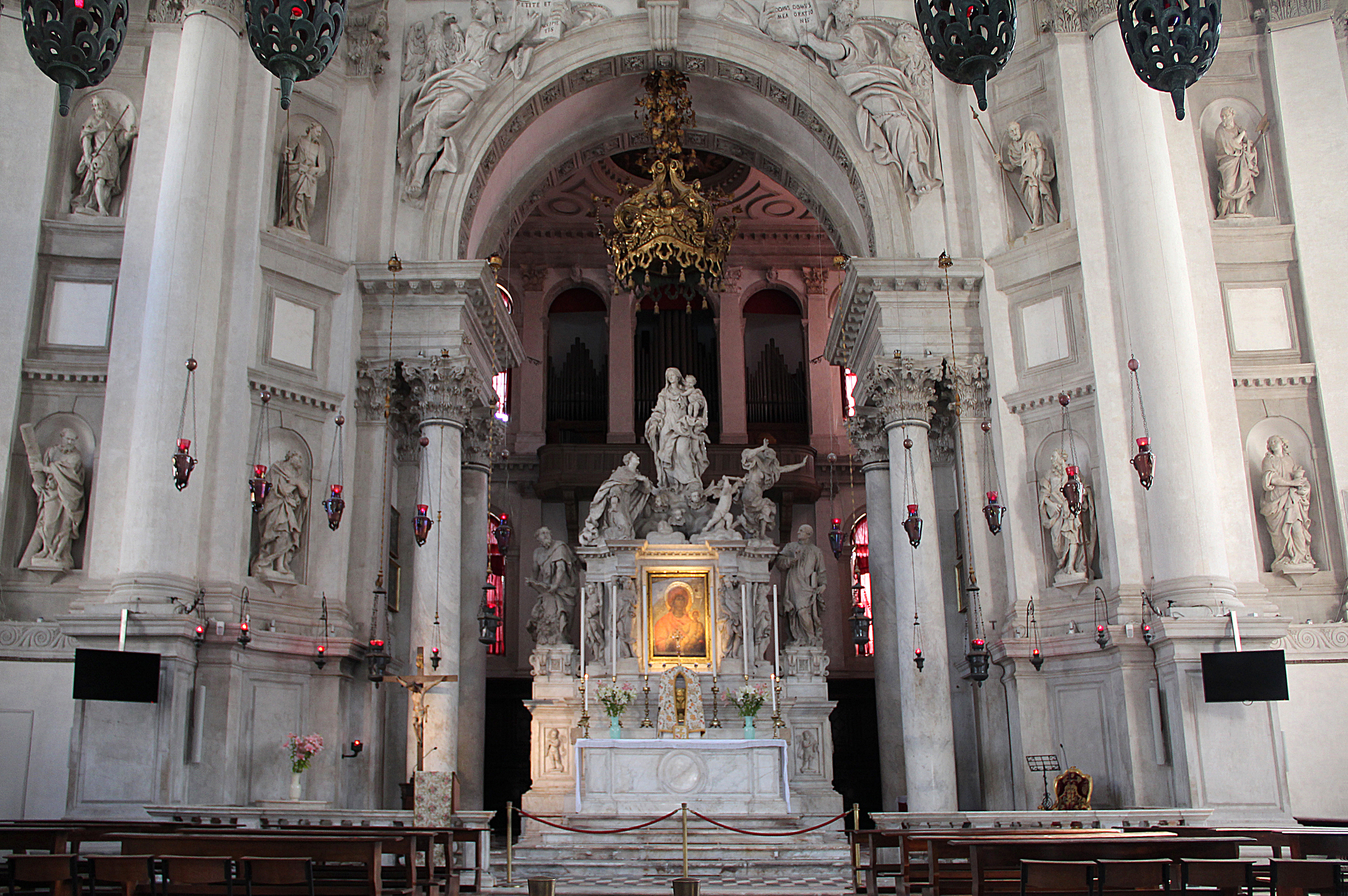
Le chœur.

Le maître-autel
Le maître-autel conçu par Baldassare Longhena domine tout. Le groupe sculptural sur l'autel représente une Vierge à l'Enfant, pour représenter le Salut qui défend Venise de la peste. C'est le travail d'un sculpteur flamand très actif à Venise, Josse le Court né à Ypres en 1627 et qui est mort à Venise en 1679. Derrière lui le chœur des frères avec l'orgue de Francesco Antonio Dacci (1782-83) modifié par Giacomo Bazzani en 1819, 1825 et 1845.

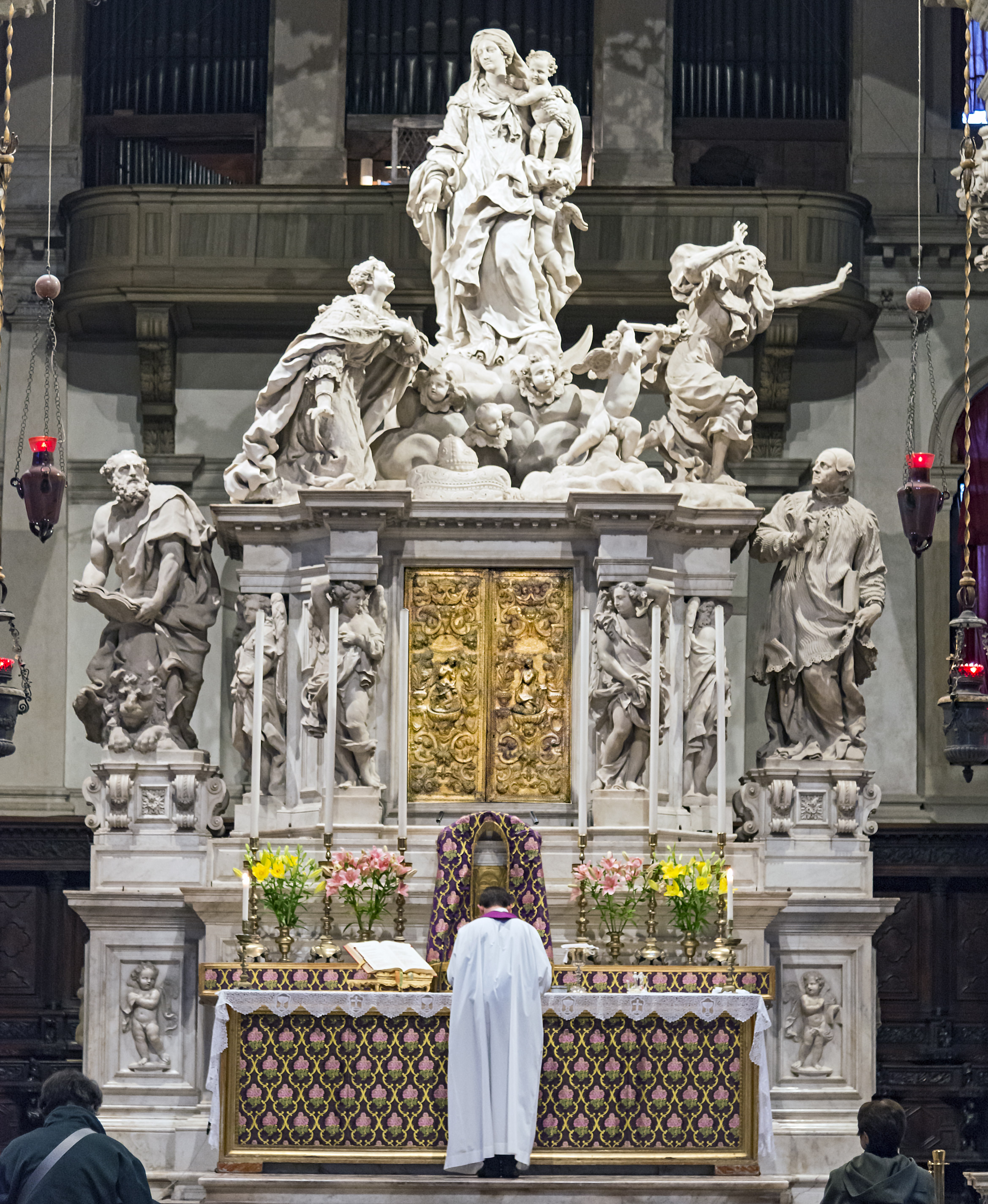
Le maître-autel.
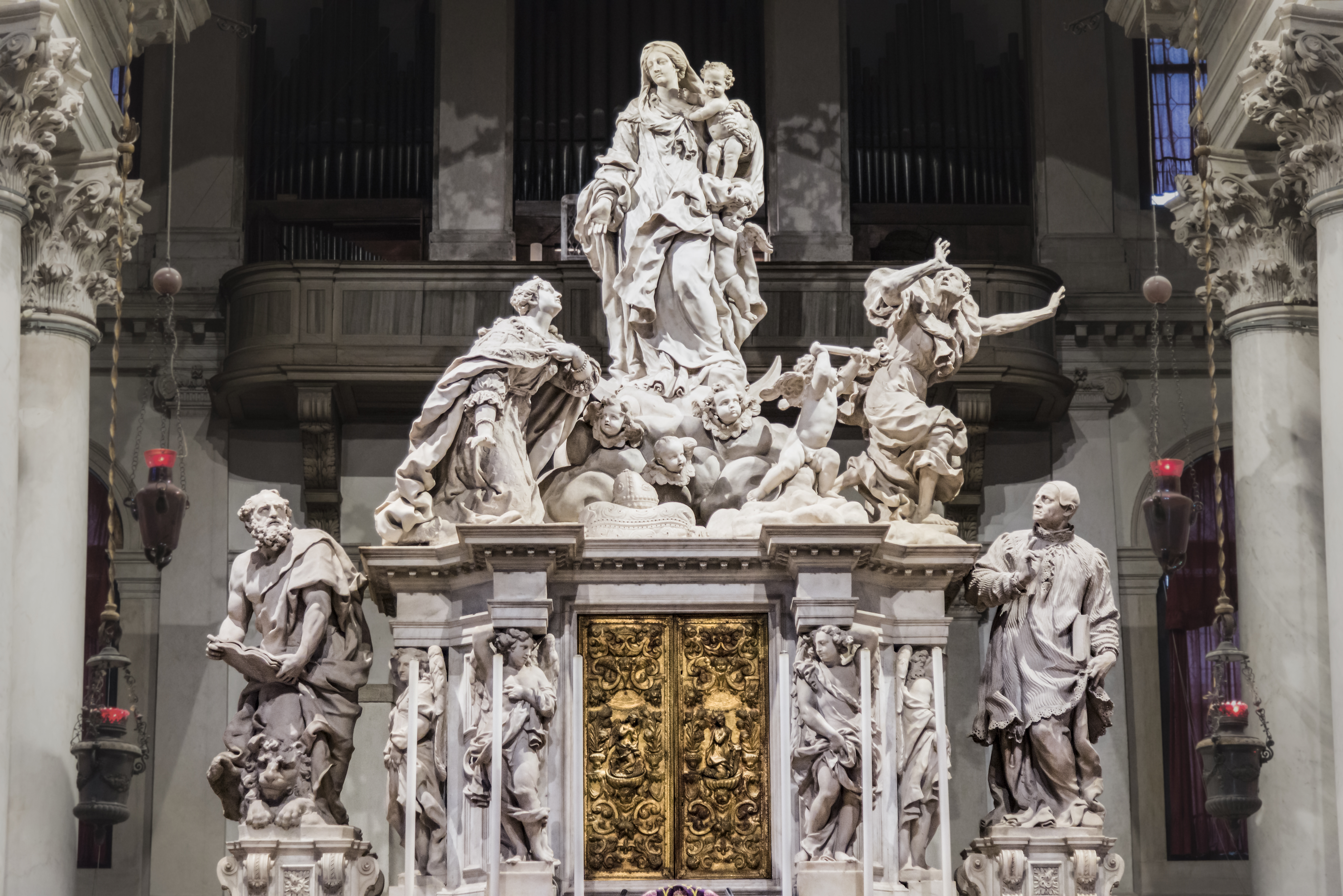
La sculpture de Josse le Court.

La chapelle de la Descente du Saint-Esprit
Sur l'autel le reliquaire de san Crescenzio, les sculptures d'angelots sont de Michele Fabris dit le Hongrois. Le retable montre une toile du Titien La Descente du Saint-Esprit réalisée en 1555.
La chapelle de saint Antoine de Padoue
Le tableau du retable montre une allégorie de la ville de Venise aux pieds d'Antoine de Padoue par Pietro Liberi.
Les trois chapelles de gauche
Elles sont dédiées à la vie de la Vierge. Chaque retable reçoit une œuvre de Luca Giordano : La Naissance de la Vierge, La Présentation de la Vierge au temple et L'Assomption.

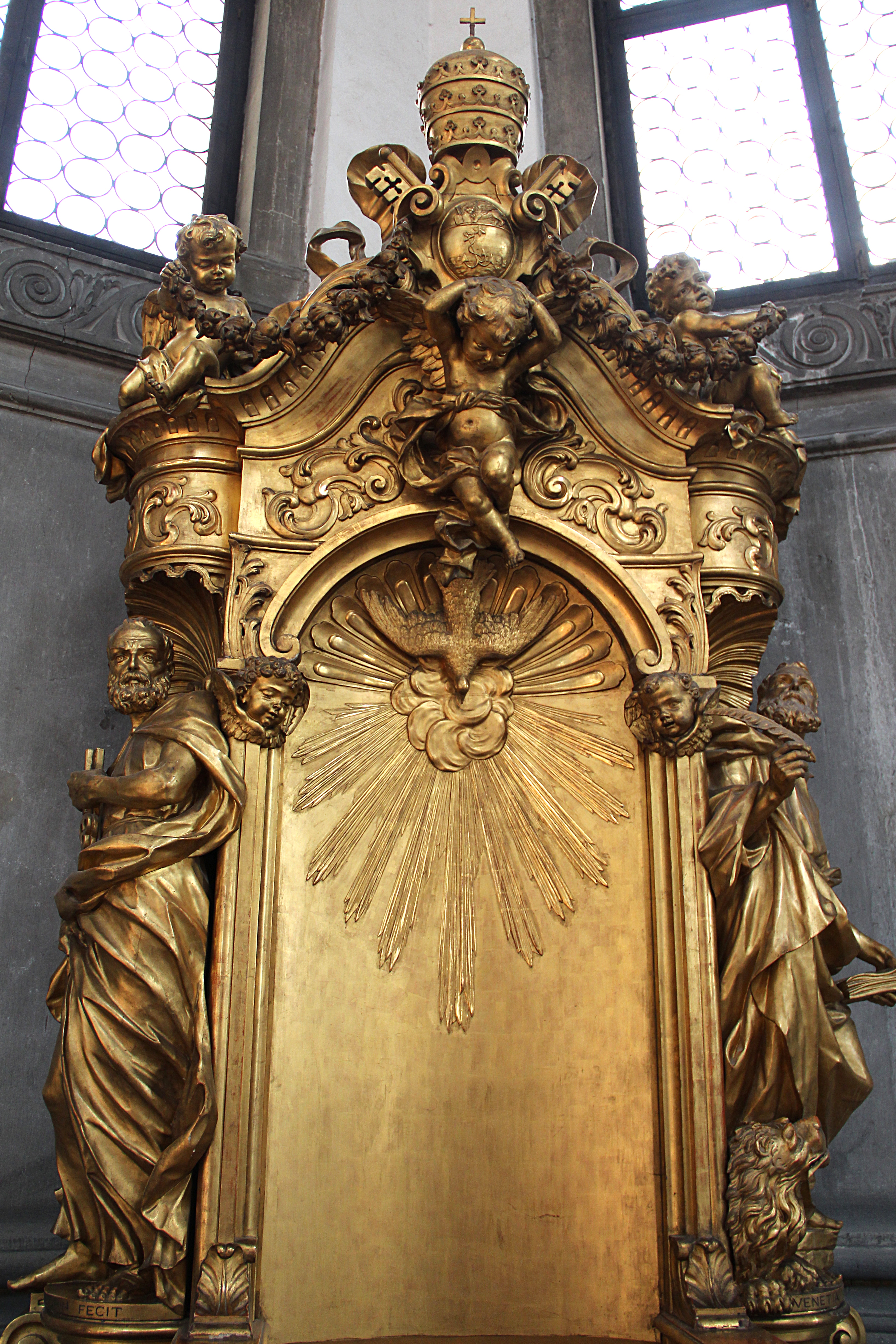
Trône du pape Pie X.
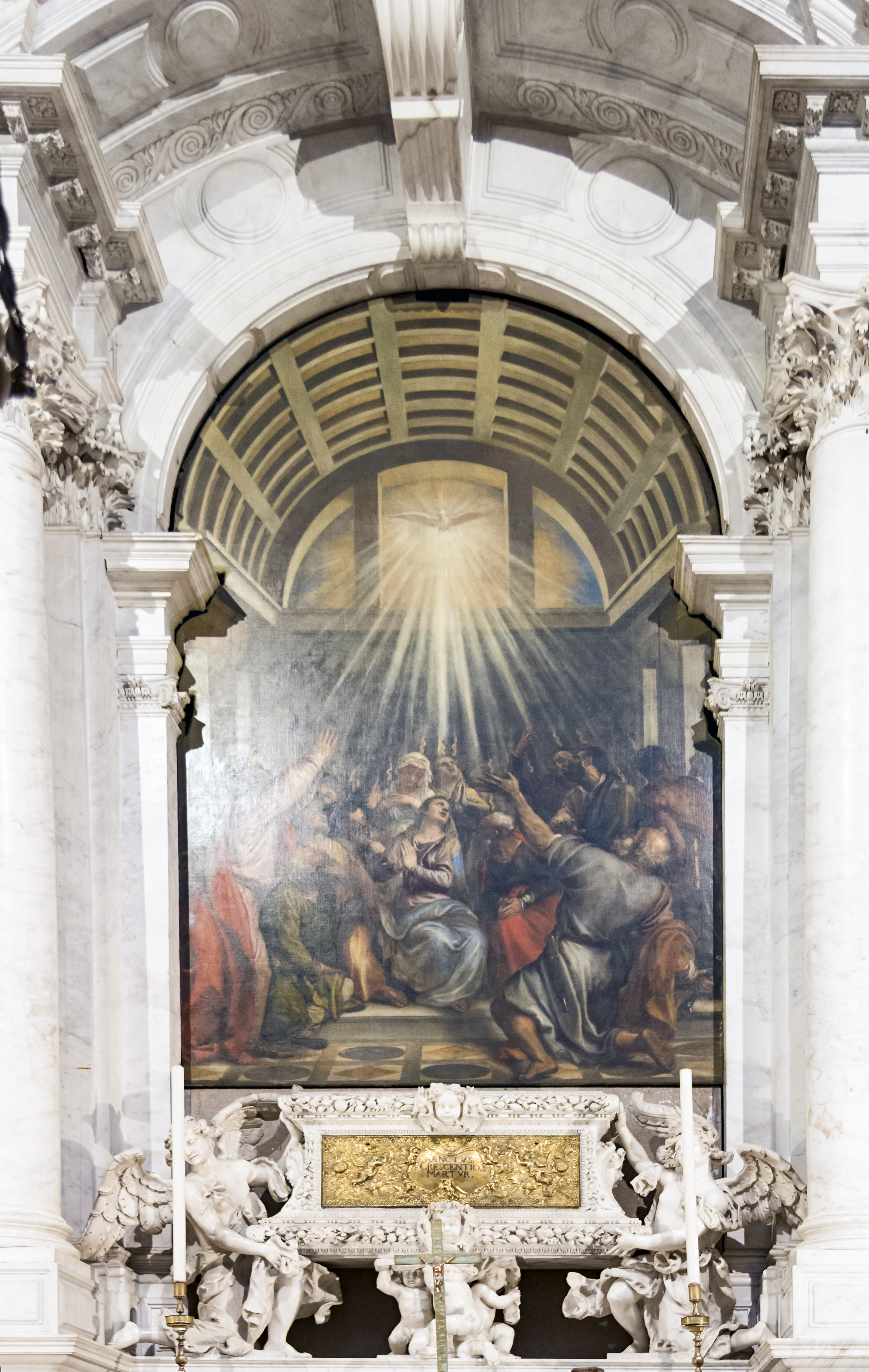
L'autel de la descente du saint Esprit.
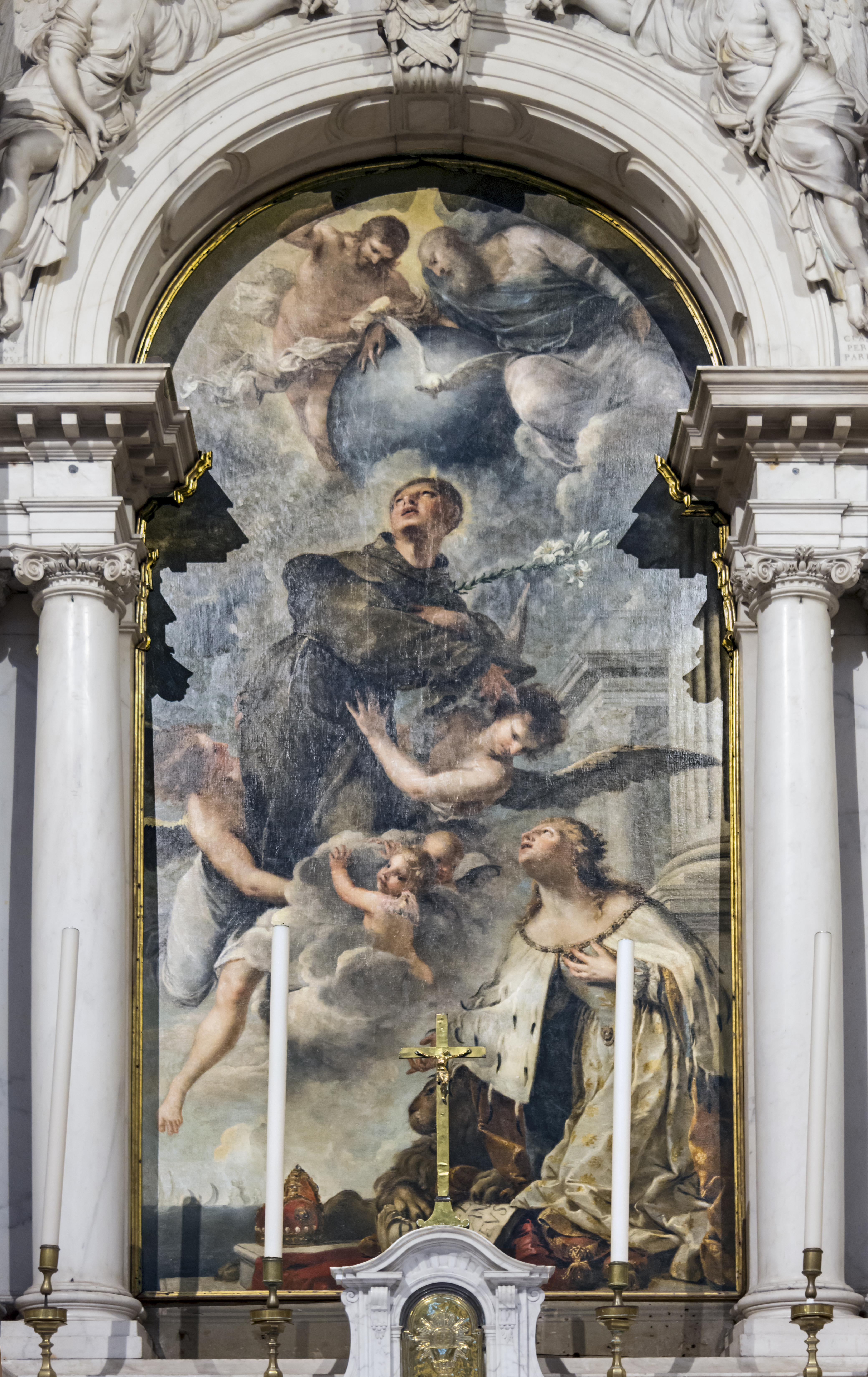
La Ville de Venise aux pieds d'Antoine de Padoue, de Pietro Liberi.
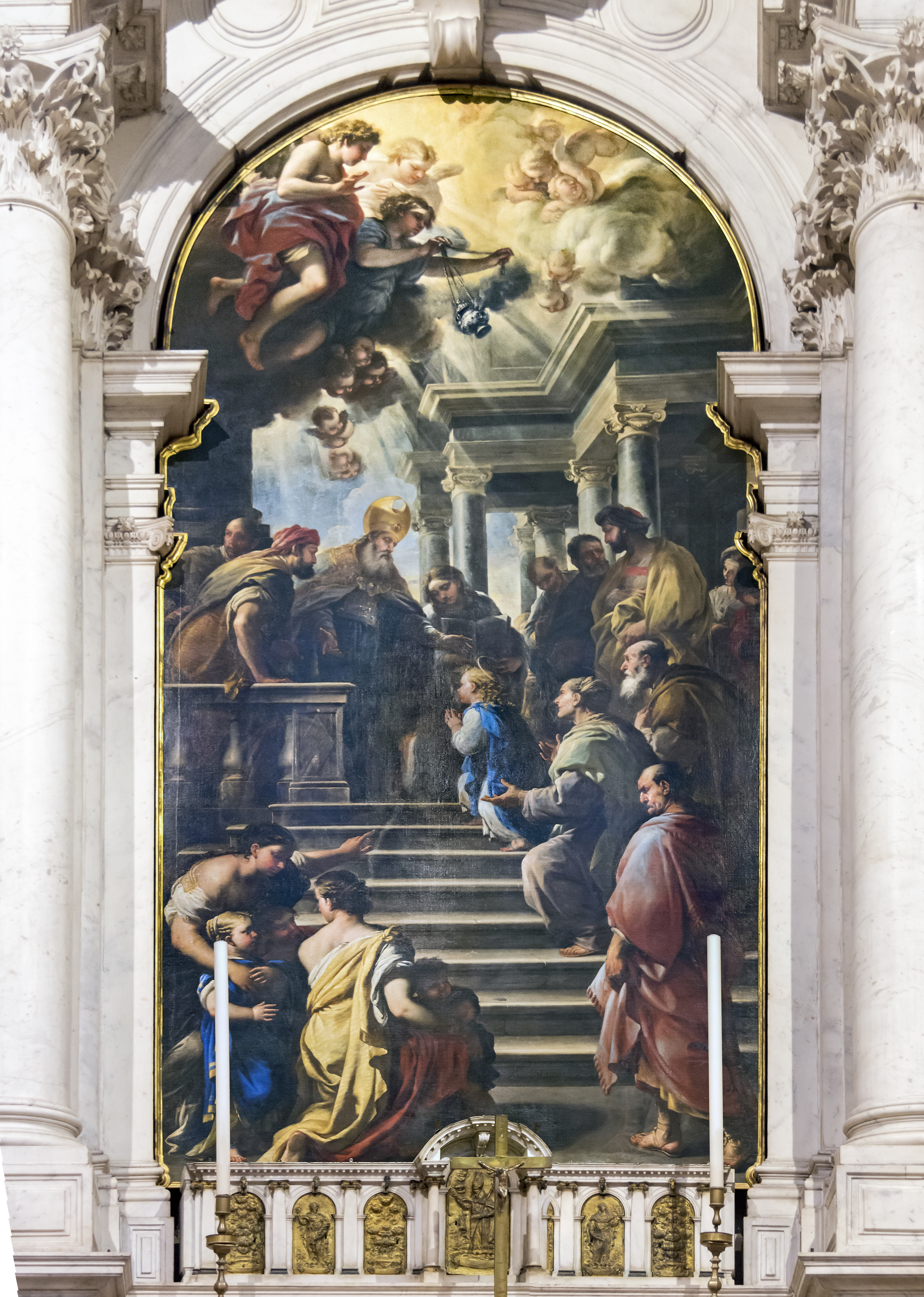
La Présentation de la Vierge au temple, de Luca Giordano.
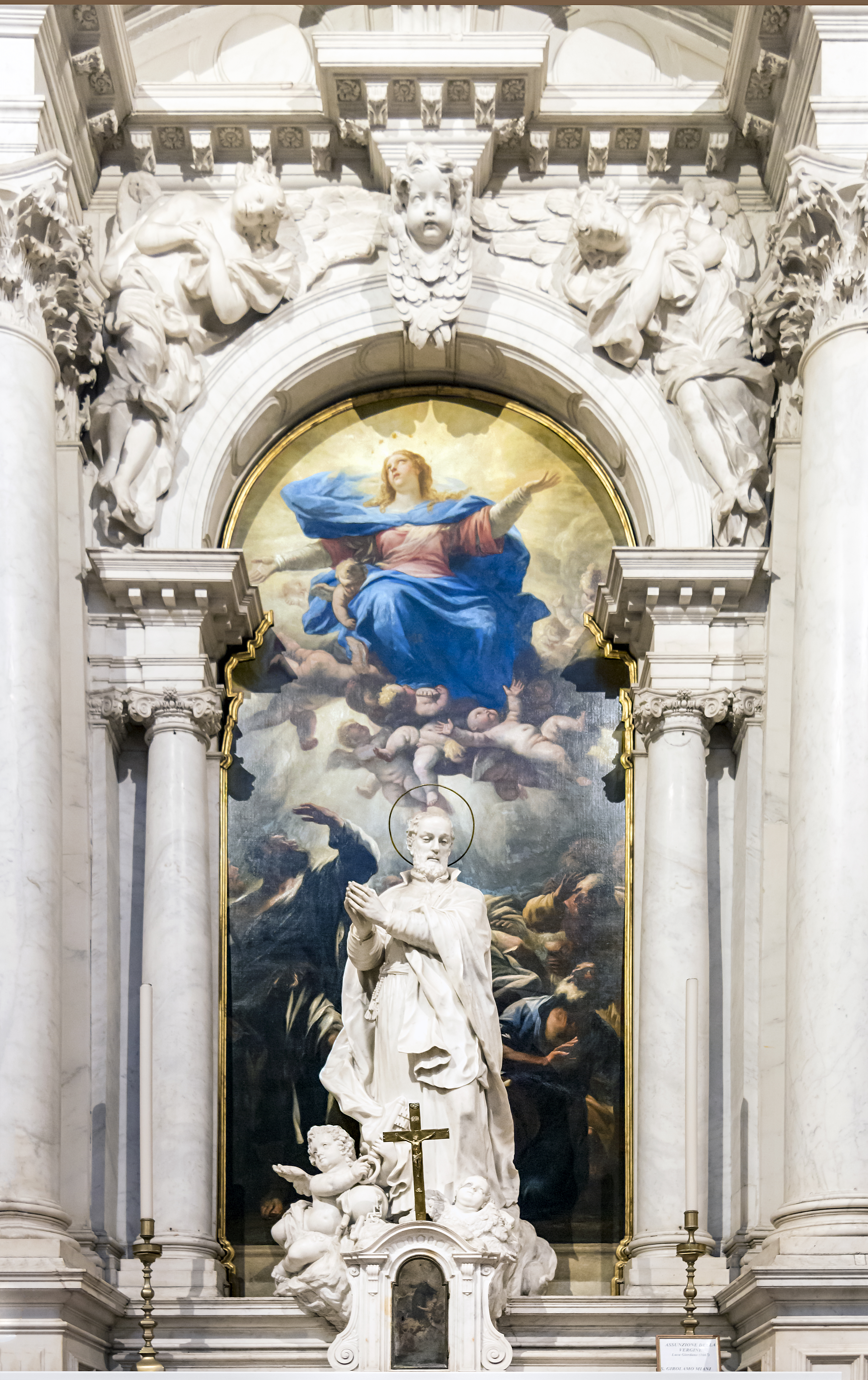
L'Assomption.
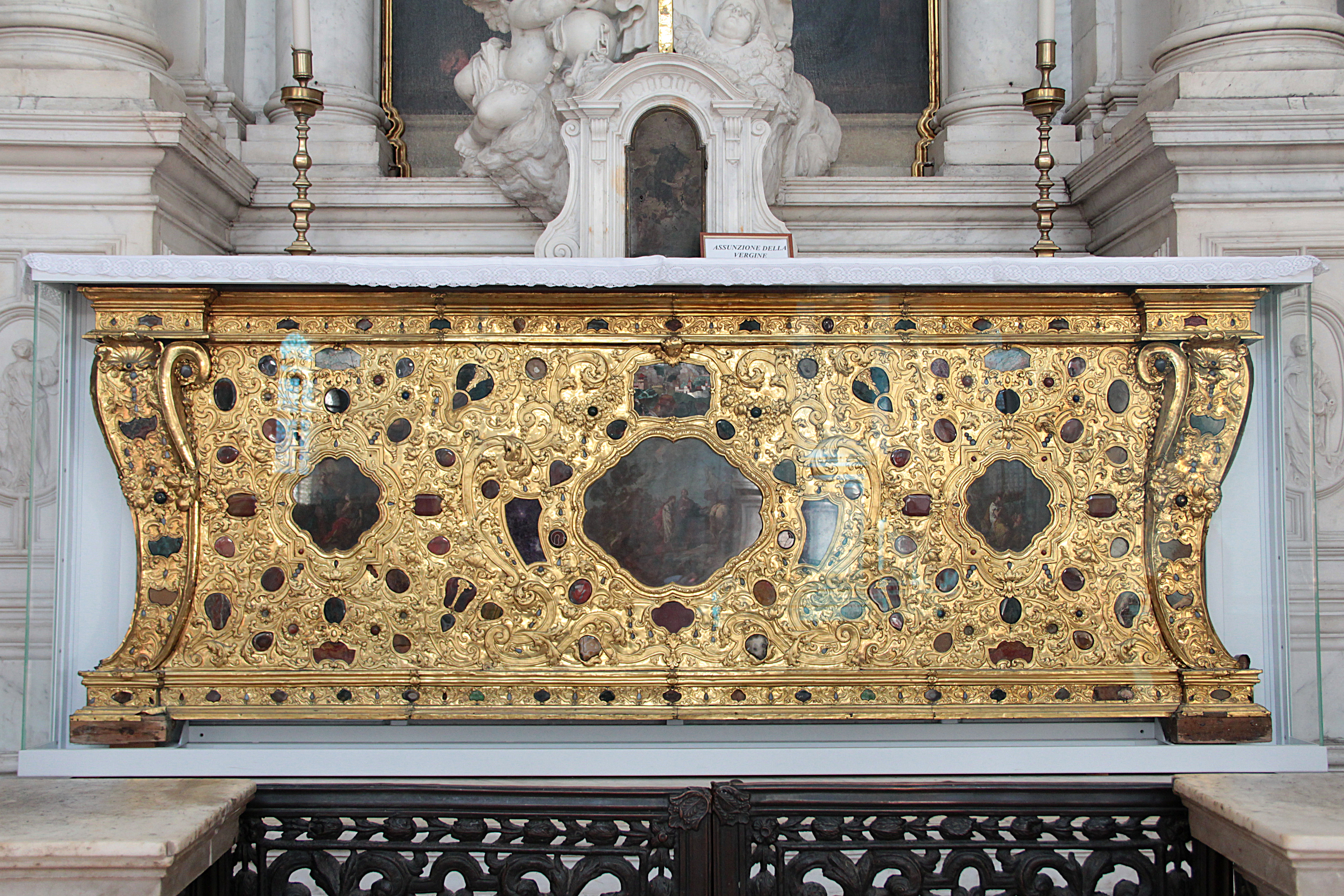
Autel d'une chapelle rayonnante.

#### Œuvres d'art
- Le Tintoret : Les Noces de Cana dans la sacristie
- Titien : Caïn et Abel, Le Sacrifice d'Abraham, David et Goliath au plafond de la sacristie ; Saint Marc en majesté avec les saints Côme, Damien, Sébastien et Roch, également dans la sacristie
- Vierge à l'Enfant de l'art byzantin dans le chœur
- Sassoferrato : Madone priant
- Giuseppe Porta : Saül jette sa lance contre David, anciens volets de l'orgue de l'église Santo Spirito in Isola[2]

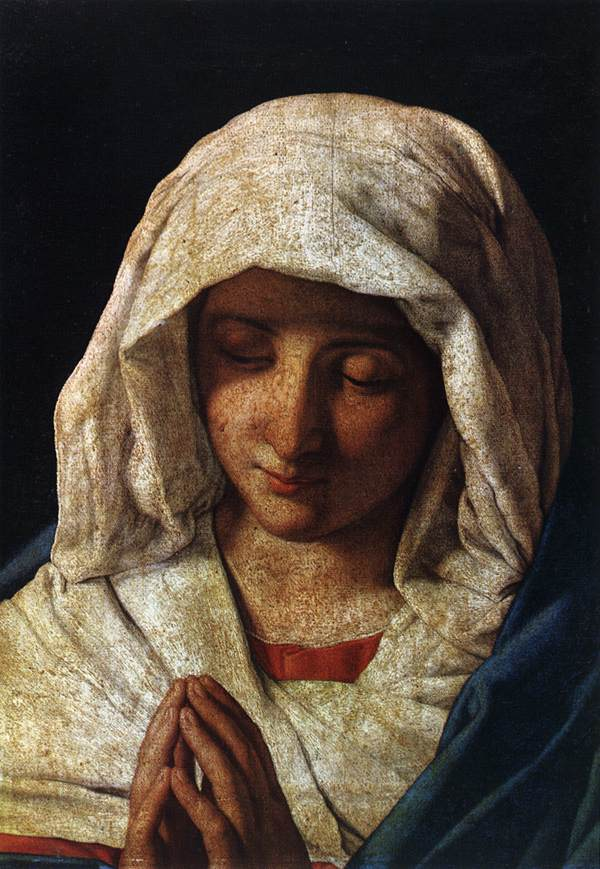
Madone priant de Sassoferrato.
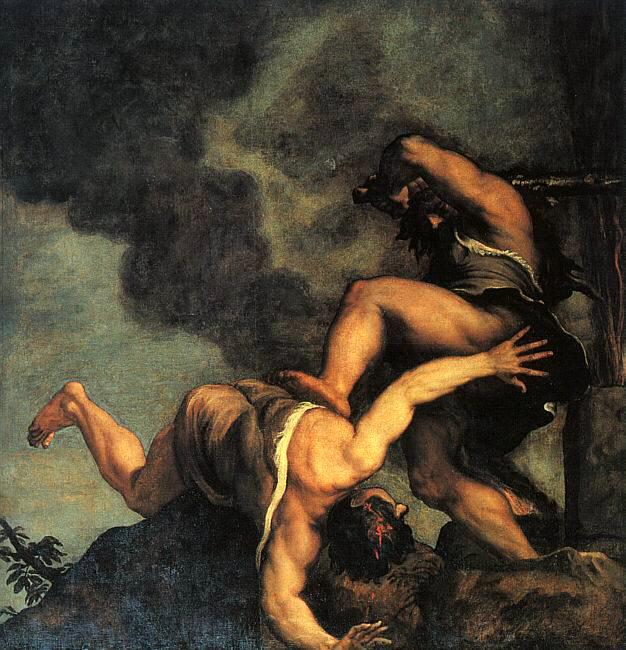
Caïn et Abel du Titien.

En 1949, 20 peintures ont été volées avant d'être retrouvées intactes par la police italienne.

## Représentation dans la peinture
De nombres peintres ont représenté la basilique : vers 1730, Canaletto le fait dans L'Entrée du Grand Canal, Venise. Toujours au XVIIIe siècle, on peut citer Francesco Guardi, Gabriele Bella ; au XIXe siècle William Turner et Carlo Bossoli ; au XXe siècle Alberto Prosdocimi, Claude Monet...

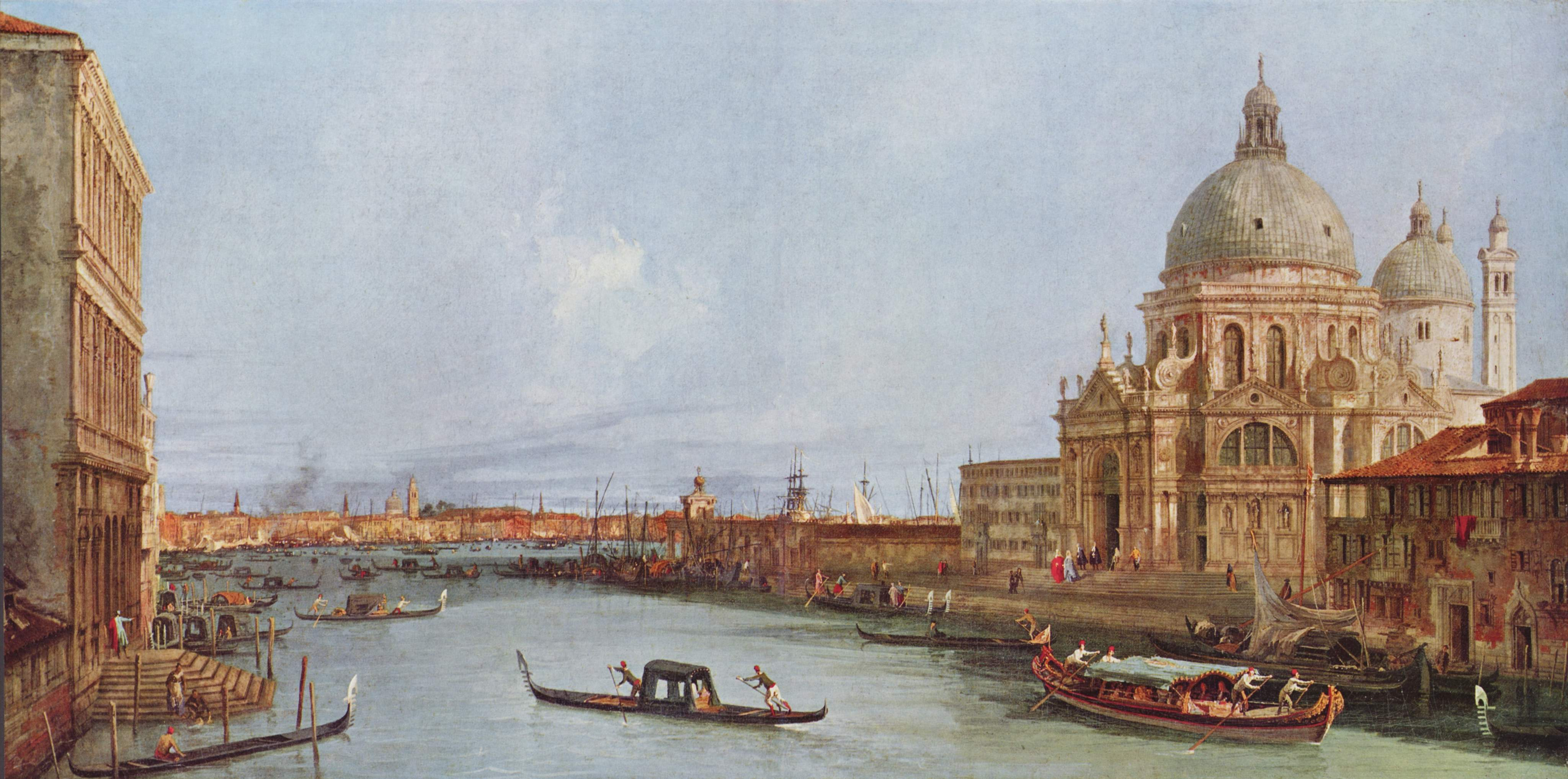
Santa Maria della Salute, vue du grand canal, 1725-1726, Gemäldegalerie (Berlin)
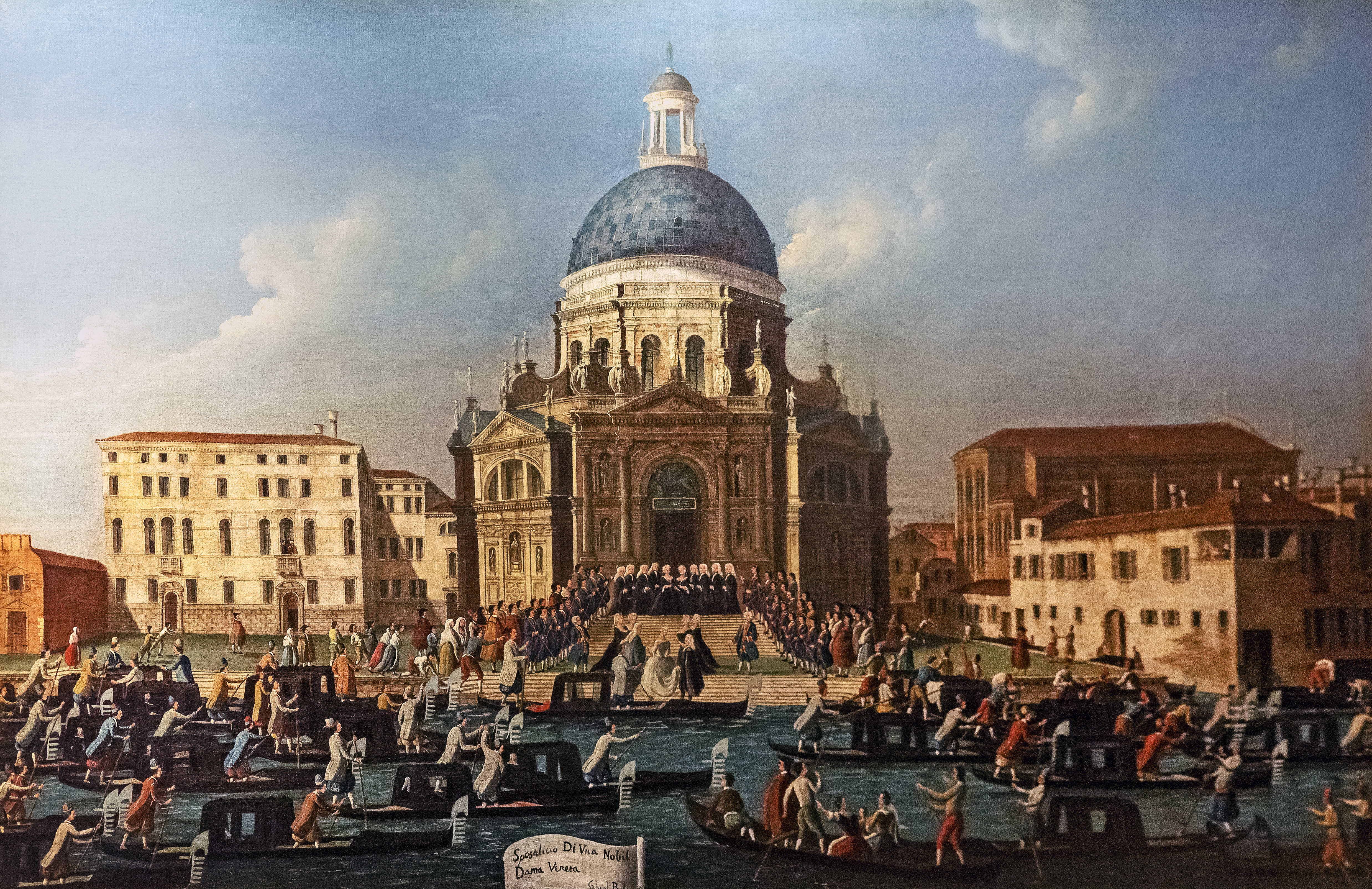
Sposalizio nobile alla Salute, Pinacoteca Querini Stampalia.
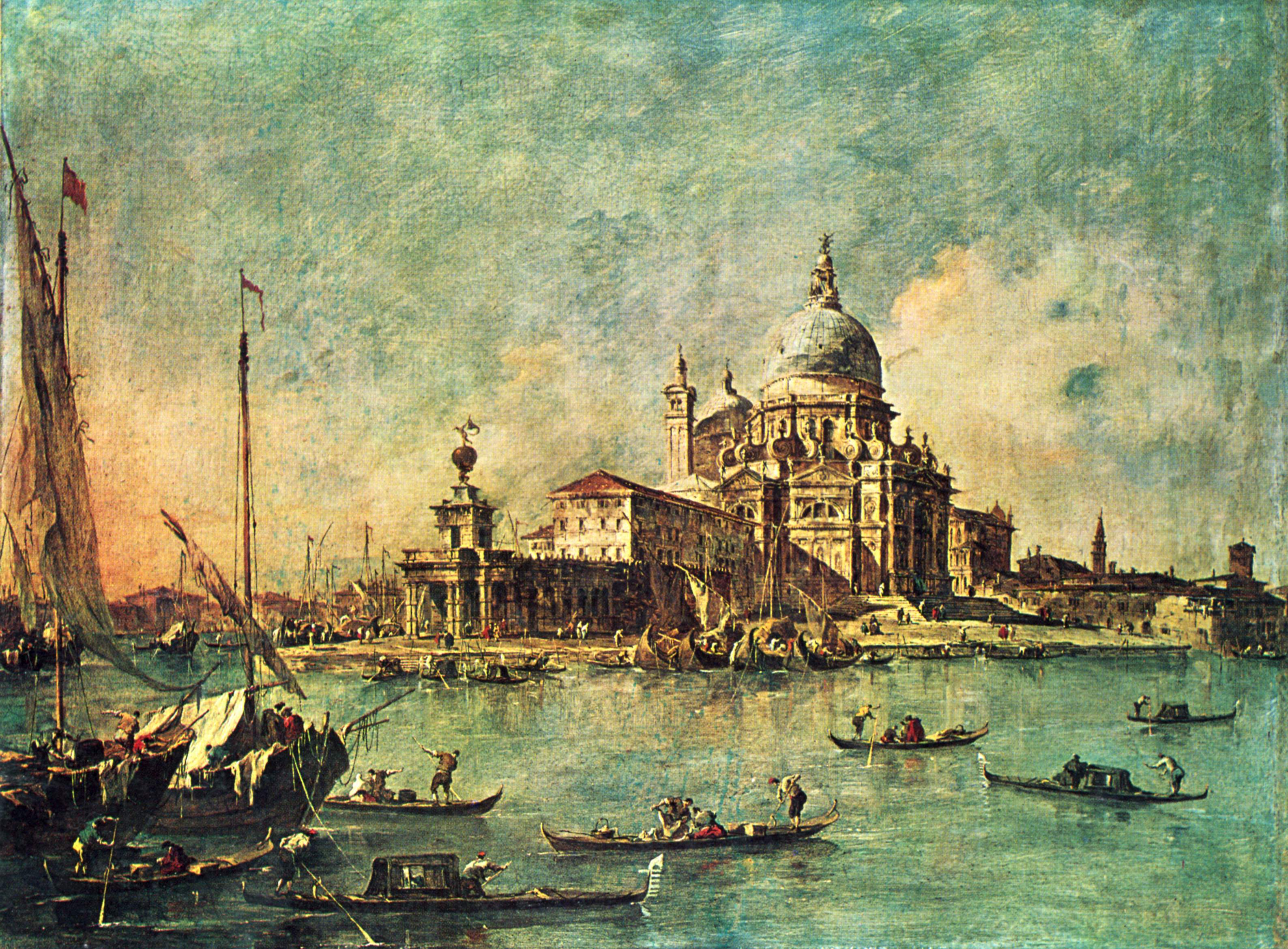
Santa Maria della Salute, vers 1770 Francesco Guardi, National Gallery of Art.
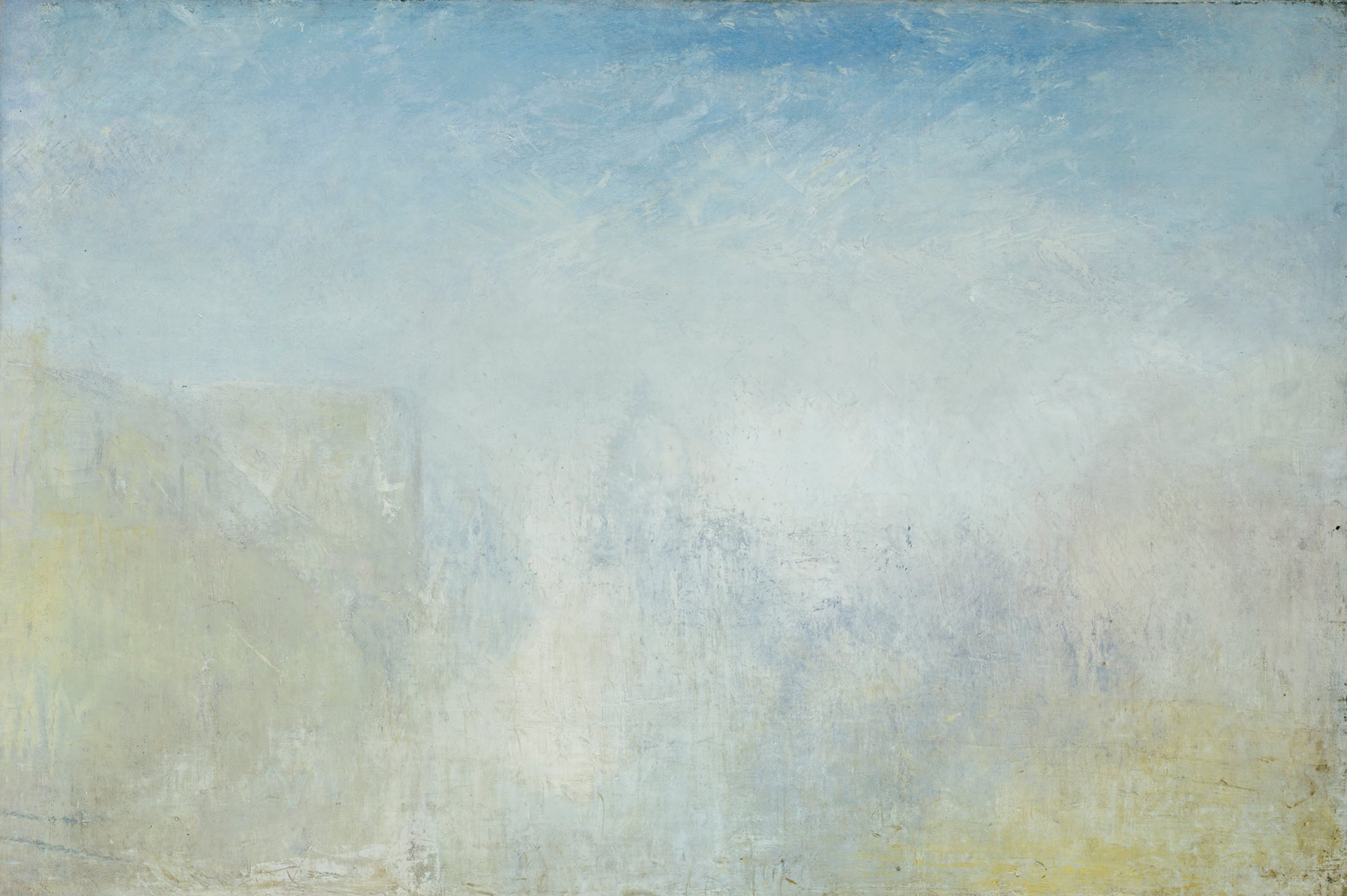
Venise avec La Salute William Turner, 1840- 1845 Tate Britain, Londres.

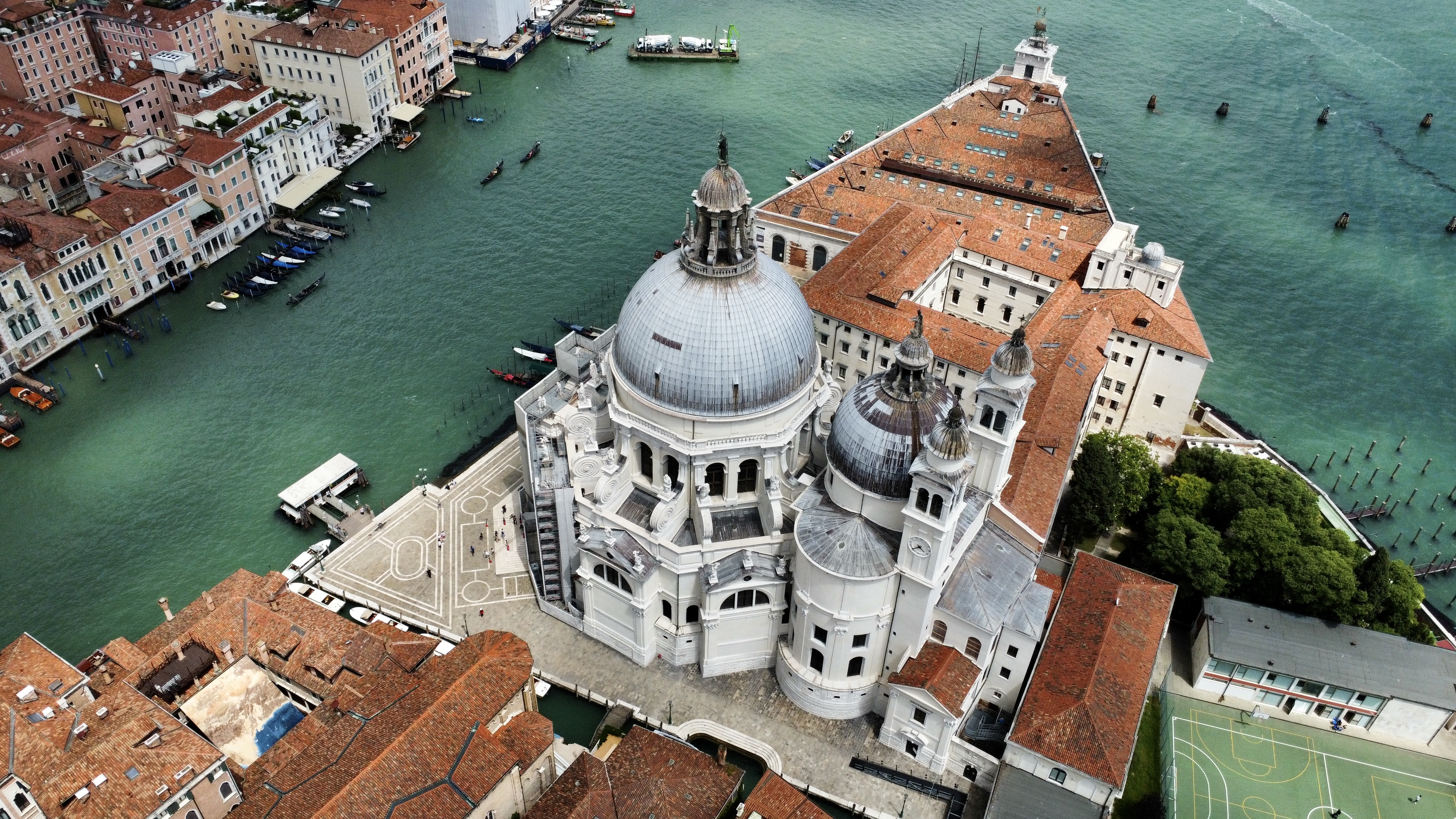
La basilique vue du ciel.

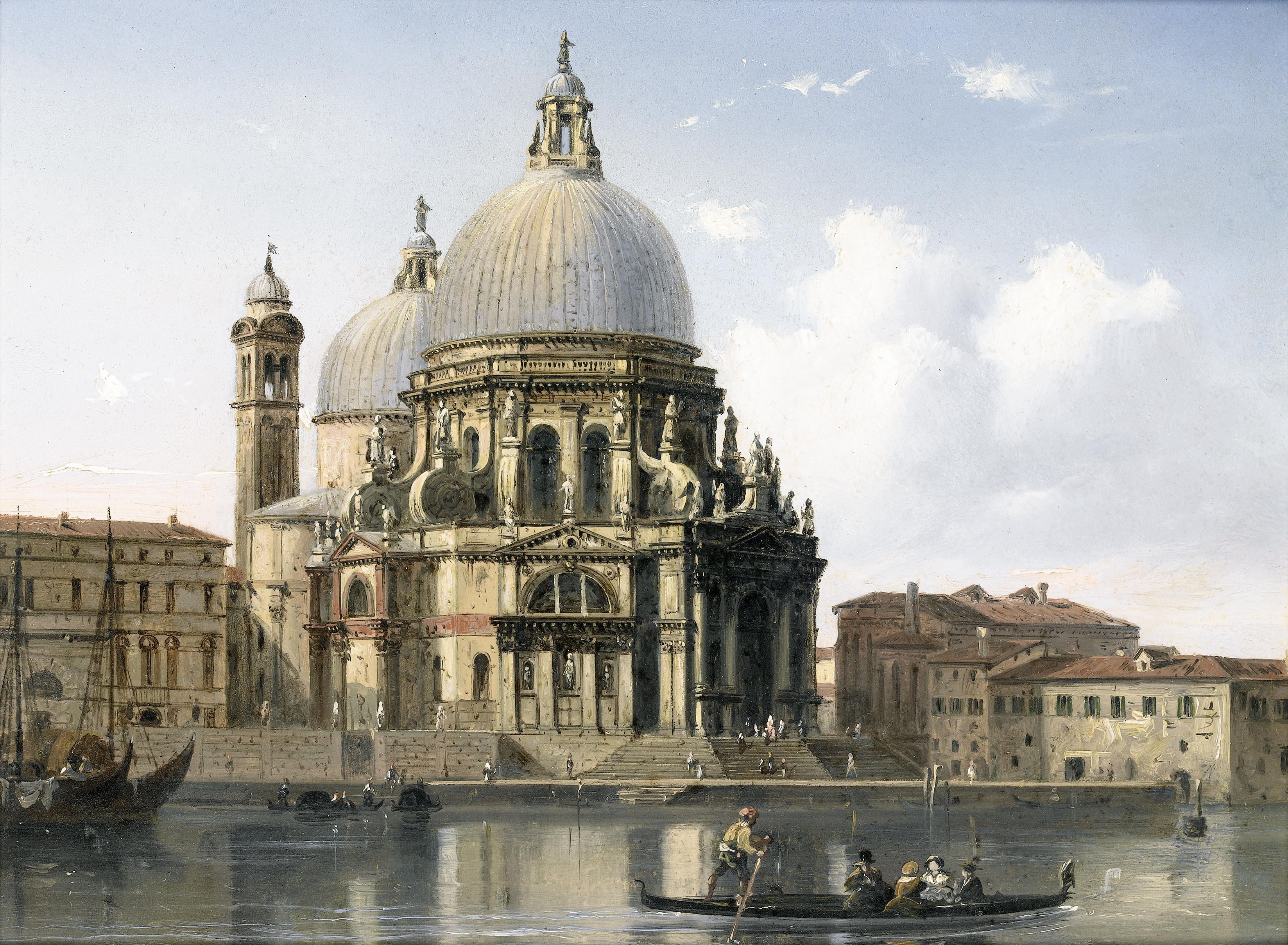
Santa Maria della Salute Carlo Bossoli
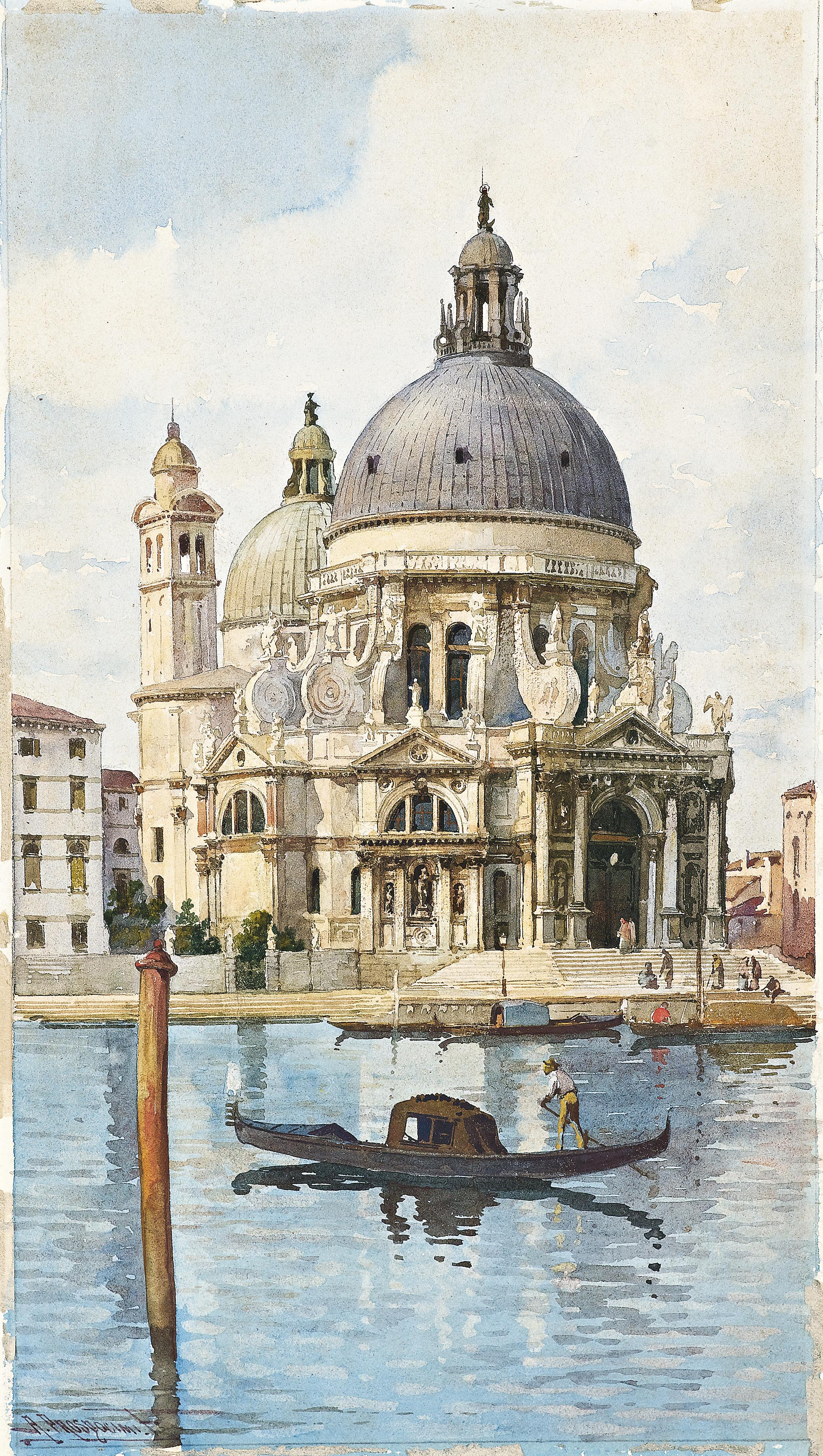
Santa Maria della Salute Alberto Prosdocimi
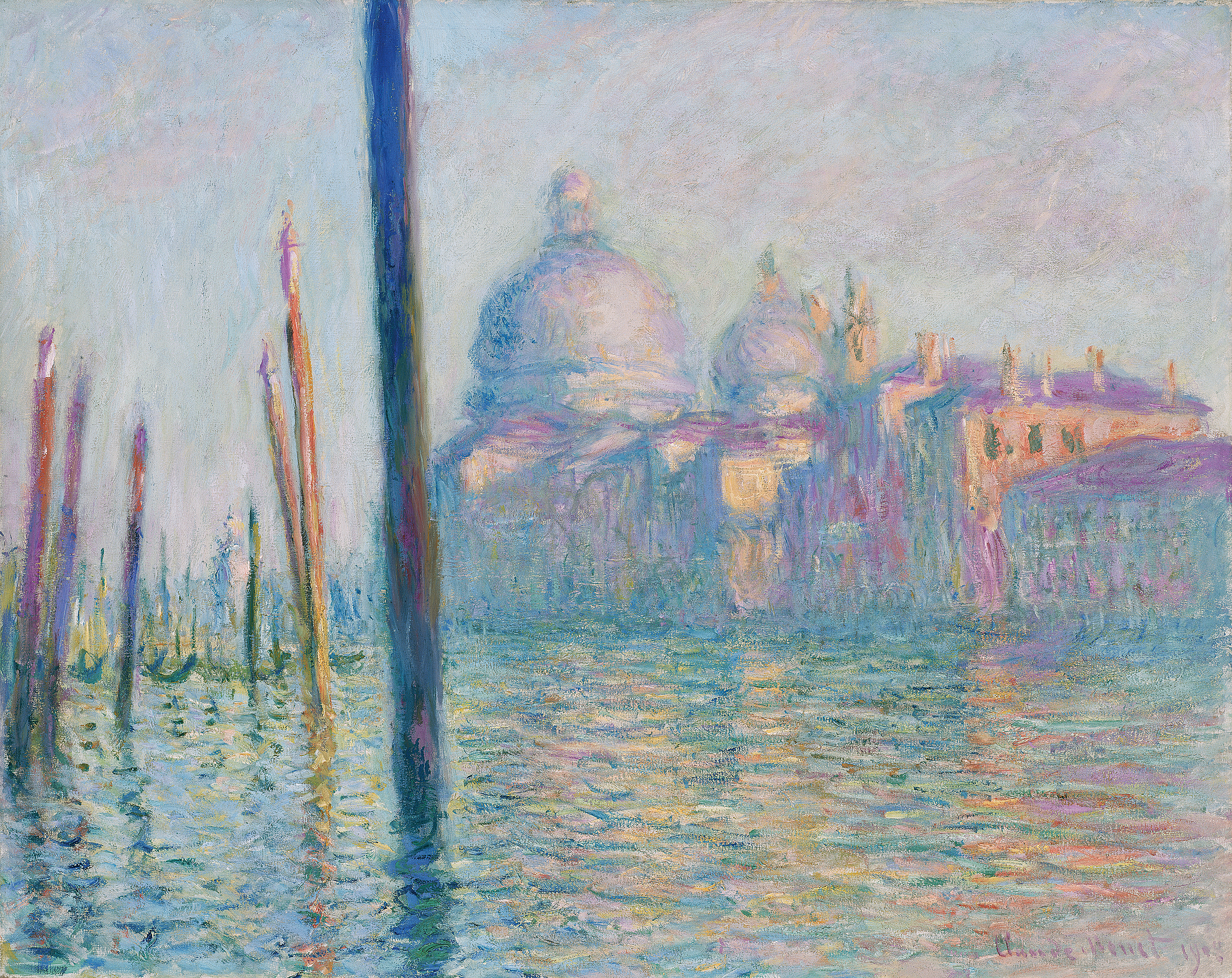
Le Grand Canal Claude Monet.